# Porcelaine de Pinxton

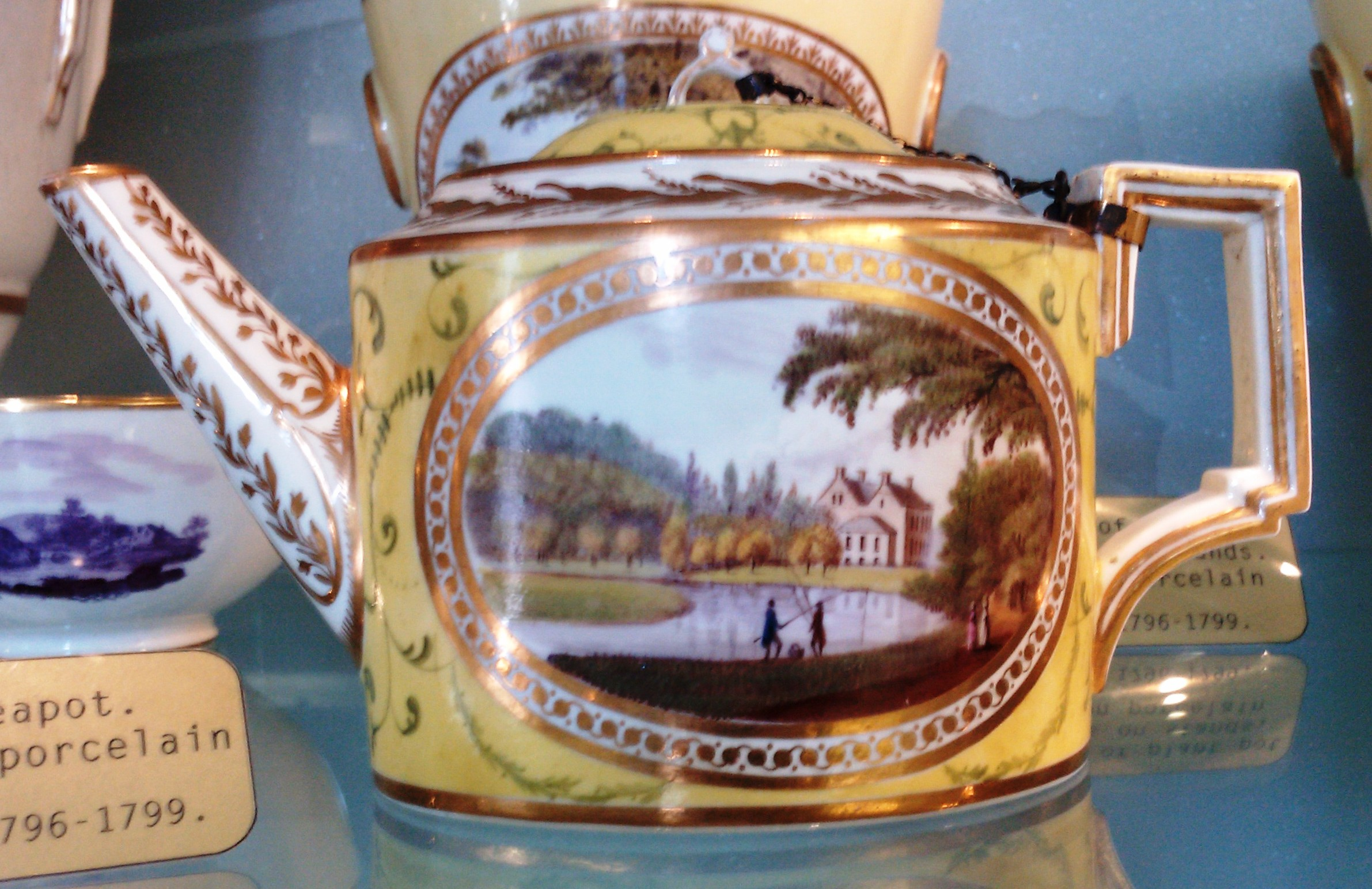
Théière en porcelaine de Pinxton représentant Brookhill Hall.

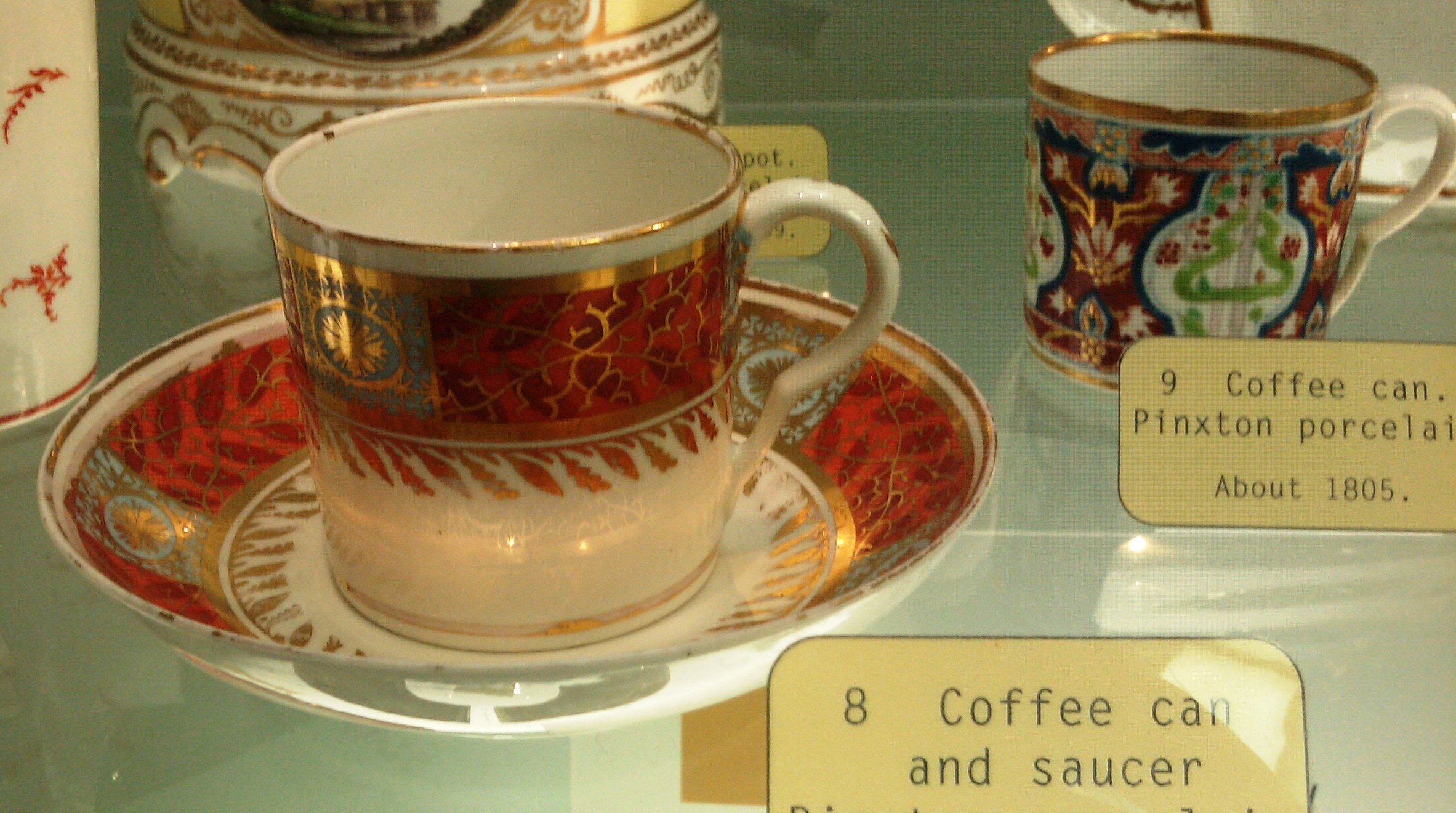
Tasses à café en porcelaine de Pinxton.

Porcelaine de Pinxton (en anglais Pinxton Porcelain) est le nom d'une manufacture de porcelaine créée par John Coke et William Billingsley à Pinxton, dans le comté anglais du Derbyshire.

## Histoire
La manufacture de porcelaine de Pinxton fut construite sur un terrain loué au troisième fils du pasteur D'Ewes Coke, qui s'était associé à l'homme d'affaires et peintre sur porcelaine William Billingsley. Celui-ci, qui avait été formé à la manufacture de Derby et qui est connu aujourd'hui pour la qualité de ses peintures sur porcelaine, se préoccupait aussi à l'époque d'améliorer une formule de pâte dont on pense qu'il l'avait obtenue de Zachariah Boreman. Billingsley finit par partir et monta brièvement un atelier de décoration à Mansfield, où il décorait des poteries de porcelaine importées. John Coke poursuivit l'affaire de 1799 à 1806, s'adjoignant même un partenaire de 1801 à 1802, en la personne de Henry Banks.
Coke épousa Susanna Wilmot en avril 1806 et bien que la production de porcelaine se soit perpétuée sous la direction de John Cutts, ancien responsable de la décoration, jusqu'en 1813, l'intérêt de Coke se reporta vers ses mines de charbon et il déménagea avec sa famille pour Debdale Hall.

## Héritage
La porcelaine de Pinxton suscite un intérêt persistant et un groupe de personnes intéressées par cette manufacture et ses productions s'est constitué en 1996 en association. Celle-ci a diffusé plusieurs publications et organisé des expositions. La théière montrée en illustration vient de Porcelaine de Pixton et représente Brookhill Hall, une demeure de John Coke. Cette théière fait partie de la collection de porcelaines de Pinxton du musée de Derby, en Angleterre.